# 2021 no desporto
Nesta página encontram-se os fatos e referências do desporto que aconteceram durante o ano de 2021.

## Eventos previstos

### Eventos multidesportivos
- 23 de julho a 8 de agosto - Jogos Olímpicos, em  Tóquio[1]
- 24 de agosto a 5 de setembro - Jogos Paralímpicos, em  Tóquio[1]
- 25 de novembro a 5 de dezembro - Jogos Pan-Americanos Júnior, em  Cáli e na região do Valle del Cauca.[2]

### (H)andebol
- 13 a 31 de janeiro - Campeonato Mundial, no  Egito.

### Automobilismo
- 28 de março a 12 de dezembro - Fórmula 1 [3]
- 7 de março a 19 de setembro - Fórmula Indy [4]
- 30 de maio - 500 Milhas de Indianápolis
- 21 e 22 de agosto - 24 Horas de Le Mans

### Futebol
- 11 de junho a 11 de julho - Campeonato Europeu, em toda a Europa
- 13 de junho a 10 de julho - Copa América, no  Brasil

### Vôlei
- 25 de maio a 25 de junho - Liga das Nações Feminina, em  Rimini[5]
- 28 de maio a 27 de junho - Liga das Nações Masculina, em  Rimini[5]

## Fa(c)tos

### Janeiro
- 23 de janeiro - O  Defensa y Justicia vence a Copa Sul-Americana de 2020 [6]
- 29 de janeiro - A  Chapecoense vence o Campeonato Brasileiro de Futebol da Série B de 2020 [7]
- 30 de janeiro - O  Palmeiras vence a Copa Libertadores da América de 2020 [8]
- 31 de janeiro -  Alexander Rossi,  Filipe Albuquerque,  Hélio Castroneves e  Ricky Taylor, com um Acura ARX-05, vencem as 24 Horas de Daytona. [9]

### Fevereiro
- 7 de fevereiro - Os Tampa Bay Buccaneers vencem o Super Bowl LV e são campeões da NFL [10]
- 11 de fevereiro - O  Bayern de Munique vence a Copa do Mundo de Clubes da FIFA de 2020 [11]
- 20 de fevereiro -  Naomi Osaka vence a chave simples feminina do Australian Open de Tênis [12]
- 21 de fevereiro -  Novak Djokovic vence a chave simples masculina do Australian Open de Tênis [13]
- 25 de fevereiro - O  Flamengo vence o Campeonato Brasileiro de Futebol de 2020 [14]
- 27 de fevereiro - O  Atlético Goianiense vence o Campeonato Goiano de Futebol de 2020 [15]

### Março
- 1 de março - O  Penarol vence o Campeonato Amazonense de Futebol de 2020 [16]
- 7 de março - O  Palmeiras vence a Copa do Brasil de Futebol de 2020 [17]
- 26 de março - O  País de Gales vence o Torneio das Seis Nações de Rugby [18]

### Abril
- 5 de abril - O  Itambé Minas vence a Superliga Brasileira de Voleibol Feminino [19]
- 11 de abril - O  Flamengo vence a Supercopa do Brasil de Futebol [20]
- 13 de abril - O  Flamengo vence a Champions League Américas de Basquetebol [21]
- 14 de abril - O  Defensa y Justicia vence a Recopa Sul-Americana de Futebol [22]
- 16 de abril - O  Taubaté vence a Superliga Brasileira de Voleibol Masculino [23]

### Maio
- 1 de maio - O cavalo Medina Spirit vence o Kentucky Derby [24]
- 2 de maio
  - A  Internazionale vence o Campeonato Italiano de Futebol [25]
  - O  Ajax vence o Campeonato Holandês de Futebol [26]
- 8 de maio
  - O  Bayern de Munique vence o Campeonato Alemão de Futebol [27]
  - O  Bahia vence a Copa do Nordeste de Futebol [28]
- 11 de maio - O  Manchester City vence o Campeonato Inglês de Futebol[29]
- 15 de maio - O  Brasiliense vence o Campeonato Brasiliense de Futebol [30]
- 20 de maio - O  Costa Rica vence o Campeonato Sul-Mato-Grossense de Futebol [31]
- 22 de maio
  - O  Atlético de Madrid vence o Campeonato Espanhol de Futebol [32]
  - O  Atlético Mineiro vence o Campeonato Mineiro de Futebol [33]
  - O  CSA vence o Campeonato Alagonano de Futebol [34]
  - O  Altos vence o Campeonato Piauiense de Futebol [35]
  - O  Manaus vence o Campeonato Amazonense de Futebol de 2021 [36]
  - O  Sergipe vence o Campeonato Sergipano de Futebol [37]
  - O  Flamengo vence o Campeonato Carioca de Futebol [38]
- 23 de maio
  - O  Lille vence o Campeonato Francês de Futebol [39]
  - O  Cuiabá vence o Campeonato Mato-Grossense de Futebol [40]
  - O  Real Noroeste vence o Campeonato Capixaba de Futebol [41]
  - O  São Paulo vence o Campeonato Paulista de Futebol [42]
  - O  Grêmio vence o Campeonato Gaúcho de Futebol [43]
  - O  Náutico vence o Campeonato Pernambucano de Futebol [44]
  - O  Atlético de Alagoinhas vence o Campeonato Baiano de Futebol [45]
  - O  Sampaio Corrêa vence o Campeonato Maranhense de Futebol [46]
  - O  Fortaleza vence o Campeonato Cearense de Futebol [47]
  - O  Goianésia vence o Campeonato Goiano de Futebol de 2021 [48]
  - O  Paysandu vence o Campeonato Paraense de Futebol [49]
- 26 de maio
  - O  Villarreal vence a Liga Europa da UEFA [50]
  - O  Avaí vence o Campeonato Catarinense de Futebol [51]
- 27 de maio - O  Flamengo vence o Novo Basquete Brasil [52]
- 29 de maio - O  Chelsea vence a Liga dos Campeões da UEFA.[53]
- 30 de maio -  Hélio Castroneves vence pela 4ª vez as 500 milhas de Indianápolis.[54]

### Junho
- 3 de junho - O  São Raimundo-RR vence o Campeonato Roraimense de Futebol [55]
- 12 de junho -  Barbora Krejčíková vence a chave simples feminina do Torneio de Tênis de Roland Garros [56]
- 13 de junho -  Novak Djokovic vence a chave simples masculina do Torneio de Tênis de Roland Garros [57]
- 20 de junho - O  Campinense vence o Campeonato Paraibano de Futebol [58]
- 23 de junho - O  Globo vence o Campeonato Potiguar de Futebol [59]
- 25 de junho - Os   Estados Unidos vence a Liga das Nações de Voleibol Feminino [60]
- 27 de junho - O   Brasil vence a Liga das Nações de Voleibol Masculino [61]

### Julho
- 10 de julho
  -  Ashleigh Barty vence a chave simples feminina do Torneio de Tenis de Wimbledon [62]
  - A  Argentina vence a Copa América de Futebol [63]
- 11 de julho
  -  Novak Djokovic vence a chave simples masculina do Torneio de Tenis de Wimbledon [64]
  - A  Itália vence a UEFA Euro [65]
- 18 de julho -  Tadej Pogačar vence o Tour de France de Ciclismo [66]
- 20 de julho - O Milwaukee Bucks vence a NBA [67]
- 21 de julho -  Brisbane é escolhida para ser a sede dos Jogos Olímpicos de Verão de 2032 [68]

### Agosto
- 11 de agosto - O  Chelsea vence a Supercopa da UEFA [69]
- 15 de agosto -  Nyck de Vries vence o campeonato da Fórmula E [70]
- 22 de agosto -  José María López,  Kamui Kobayashi e  Mike Conway, com um Toyota GR010 Híbrido, vencem as 24 Horas de Le Mans [71]
- 27 de agosto -  Barranquilla é escolhida para ser a sede dos Jogos Pan-Americanos de 2027.[72]

### Setembro
- 5 de setembro - O  Brasil vence o Campeonato Sul-Americano de Voleibol Masculino [73]
- 11 de setembro -  Emma Raducanu vence a chave simples feminina do US Open de Tênis [74]
- 12 de setembro -  Daniil Medvedev vence a chave simples masculina do US Open de Tênis [75]
- 14 de setembro -  Gabriel Medina vence pela 3ª vez a Liga Mundial de Surfe [76]
- 19 de setembro - O  Brasil vence o Campeonato Sul-Americano de Voleibol Feminino [77]
- 24 de setembro -  Dennis Hauger vence o campeonato da Fórmula 3 FIA [78]
- 26 de setembro -  Álex Palou vence o campeonato da Fórmula Indy [79]

### Outubro
- 3 de outubro -  Portugal vence a Copa do Mundo de Futsal [80]
- 10 de outubro - A  França vence a Liga das Nações da UEFA [81]

### Novembro
- 7 de novembro -  Kyle Larson vence a NASCAR Cup Series [82]
- 11 de novembro - O  Brasil se classifica para a Copa do Mundo de Futebol [83]
- 13 de novembro - O  Aparecidense vence o Campeonato Brasileiro de Futebol da Série D [84]
- 20 de novembro
  - O  Athletico Paranaense vence a Copa Sul-Americana de Futebol [85]
  - O  Ituano vence o Campeonato Brasileiro de Futebol da Série C [86]
- 21 de novembro
  - O  Botafogo vence o Campeonato Brasileiro de Futebol da Série B [87]
  - O  Corinthians vence a Copa Libertadores da América Feminina [88]
- 27 de novembro - O  Palmeiras vence a Copa Libertadores da América [89]

### Dezembro
- 2 de dezembro - O  Atlético Mineiro vence o Campeonato Brasileiro de Futebol [90]
- 10 de dezembro -  Magnus Carlsen vence o Campeonato Mundial de Xadrez [91]
- 11 de dezembro
  -  Oscar Piastri vence o campeonato da Fórmula 2 [92]
  - O  Cruzeiro vence o Campeonato Mundial de Clubes de Voleibol Masculino [93]
- 12 de dezembro -  Max Verstappen vence o campeonato da Fórmula 1 [94]
- 15 de dezembro - O  Atlético Mineiro vence a Copa do Brasil de Futebol [95]
- 31 de dezembro -  Belahy Bezabh e  Sandrafelis Chebet vencem a Corrida de São Silvestre [96]